# Загривье (Ленинградская область)
Загривье — деревня в Сланцевском районе Ленинградской области. Административный центр Загривского сельского поселения.

## История
Деревня Большое Загривье, состоящая из 20 крестьянских дворов и смежно с ней деревня Малое Загривье, упоминаются на карте Санкт-Петербургской губернии Ф. Ф. Шуберта 1834 года.

ЗАГРИВЬЕ — деревня принадлежит ведомству Павловского городового правления, число жителей по ревизии: 36 м. п., 34 ж. п. (1838 год)

Две смежные деревни Большое Загривье, состоящая из 20 дворов и Малое Загривье, отмечены на карте профессора С. С. Куторги 1852 года.

ЗАГРИВЬЕ БОЛЬШОЕ — деревня Павловского городового правления и госпожи Трухиной, по просёлочной дороге, число дворов — 19, число душ — 65 м. п.

ЗАГРИВЬЕ МАЛОЕ — деревня господина Ханыкова, по просёлочной дороге, число дворов — 16, число душ — 60 м. п. (1856 год)

ЗАГРИВЬЕ БОЛЬШОЕ — деревня Павловского городового правления при колодце, число дворов — 23, число жителей: 69 м. п., 56 ж. п.; Часовня православная. 

ЗАГРИВЬЕ МАЛОЕ — деревня Павловского городового правления при колодце, число дворов — 11, число жителей: 39 м. п., 43 ж. п.; 

ЗАГРИВЬЕ МАЛОЕ — деревня владельческая при колодце, число дворов — 8, число жителей: 39 м. п., 44 ж. п.; Часовня православная. (1862 год)

Сборник Центрального статистического комитета описывал её так:

ЗАГРИВЬЯ БОЛЬШАЯ И МАЛАЯ — деревня бывшая владельческая, дворов — 55, жителей — 320; часовня, школа. (1885 год)

В XIX веке деревня административно относилась к 1-му стану, в начале XX века к Добручинской волости 1-го земского участка 4-го стана Гдовского уезда Санкт-Петербургской губернии.
Согласно Памятной книжке Санкт-Петербургской губернии 1905 года деревня Большое Загривье входила в Переволоцкое сельское общество, деревня Малое Загривье — в Мало-Загривское.

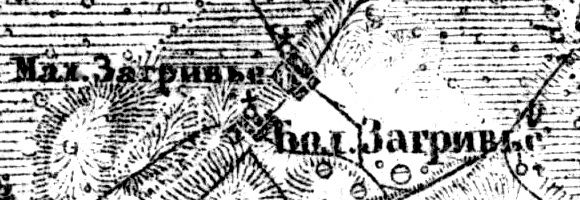
Деревня Загривье на карте 1919 года

Согласно карте Петроградской и Эстляндской губерний 1919 года деревня состояла из двух частей Большое Загривье и Малое Загривье, в каждой из них была часовня.
С 1917 по 1920 год деревни входили в состав Скарятинской волости Гдовского уезда.
С 1920 года в составе буржуазной Эстонии.
С 1940 года в составе Эстонской ССР.
С 1944 года в составе Загривского сельсовета Сланцевского района Ленинградской области.
С 1963 года в составе Кингисеппского района.
По состоянию на 1 августа 1965 года деревня Загривье являлась административным центром Загривского сельсовета Кингисеппского района. С ноября 1965 года, вновь в составе Сланцевского района. В 1965 году население деревни составляло 186 человек.
По данным 1973 года деревня Загривье являлась административным центром Загривского сельсовета Сланцевского района.
По данным 1990 года деревня Загривье деревня являлась административным центром Загривского сельсовета, в который входили 10 населённых пунктов, деревни: Втроя, Загривье, Кондуши, Кукин Берег, Мокреди, Отрадное, Переволок, Радовель, Скамья, Степановщина, общей численностью населения 901 человек. В самой деревне Загривье проживали 650 человек.
В 1997 году в деревне Загривье Загривской волости проживали 776 человек, в 2002 году — 682 человек (русские — 90 %), деревня являлась административным центром волости.
В 2007 году в деревне Загривье Загривского СП проживали 758 человек, в 2010 году — 746, деревня являлась административным центром поселения.

## География
Деревня расположена в западной части района на автодороге 41К-164 (Сланцы — Втроя).
Расстояние до районного центра — 19 км.
Расстояние до железнодорожной платформы Сланцы — 20 км.

## Демография
| 1862 | 2007 | 2010 | 2017 |
| ---- | ---- | ---- | ---- |
| 208  | ↗758 | ↘746 | ↘729 |

## Улицы
Садовая.